# Paul Pascal (peintre né en 1867)
Pour les articles homonymes, voir Paul Pascal (homonymie) et Pascal.
Paul Pascal, né le 25 novembre 1867 à Melun et mort le 20 octobre 1945 à Paris 17e, est un peintre français.

## Biographie
Paul Pascal est né le 25 novembre 1867 à Melun. Élève d'Albert Maignan, il peint principalement des sujets bretons. Il expose à Paris au Salon des Artistes Français à partir de 1894.
Il est mort en 1945.

## Œuvre
- Bretonnes attendant le retour des pêcheurs[3]